# Paratge de Lourdes (Sant Joan de les Abadesses)
El Paratge de la Mare de Déu de Lurdes és un oratori de Sant Joan de les Abadesses (Ripollès) inclòs en l'Inventari del Patrimoni Arquitectònic de Catalunya.

## Descripció
És una llarga feixa penjada sobre l'antiga carretera d'Olot, damunt de la Vila i a pocs metres de la carretera de Sant Antoni, poc després del seu inici. Té la projecció d'una barana de fusta per la banda de baix que es converteix en metàl·lica, pintada verda, quan és davant de la gruta de la Mare de Déu de Lourdes i alhora serveix de respatller als bancs de pedra que es troben en aquest indret. Té una font, taula i banca de fusta i pedra, tot el paratge molt ombrívol i una mica enjardinat pels voltants de la gruta.
Hi ha una imatge de la Mare de Déu de Lourdes i de la Bernadeta, a l'aparició que va tenir lloc vora el riu Gave, dibuixat enmig de la pedra de la gruta. Es van realitzar l'any 1957.

## Història
La part central d'aquest paratge va ser inaugurat el 1904, cinquantenari de la definició dogmàtica de la Immaculada Concepció que va ser confirmada arran de les aparicions de Lourdes. Ha sofert diverses millores en els seus accessos durant els anys 1950, 1960 i 1972. El 1983 es va allargar per la banda de dalt amb un espai més ample i noves instal·lacions. Una junta formada per dones es cuiden de la gruta i el paratge va a càrrec de l'ajuntament de Sant Joan de les Abadesses.